# Fine Old Tom
Fine Old Tom, pubblicato nel 1975, è l'album di debutto di Tom Newman, il primo tecnico del suono assunto da Richard Branson per il suo Manor Studios e produttore dell'album Tubular Bells di Mike Oldfield. 
Durante le sessioni di registrazione Tom Newman venne coadiuvato da Jon Field dei Jade Warrior ed accompagnato da molti strumentisti tra i quali Mike Oldfield, Fred Frith, David Duhig, Lol Coxhill, Ned Callan, Chris Cutler e Mick Taylor. Il disco contiene, oltre ai brani scritti dallo stesso Newman, le cover di She Said, She Said di John Lennon e Paul McCartney, Will You Be Mine In The Morning di John Ayton e Superman di Ned Callan. Le sonorità, pur rimanendo ancorate a dettami stilistici propri del pop/rock, divagano in alcuni casi dal rock psichedelico alla musica etnica, dal rock progressivo al blues.

## Formazione
- Tom Newman - voce, chitarra elettrica, chitarra acustica, mandolino, percussioni, organo
- John Varnom – chitarra
- Suzy Shute – coro
- Ned Callan - basso, pianoforte, organo, batteria
- Fred Frith - basso, chitarra
- Mike Oldfield - chitarra elettrica, chitarra acustica
- David Duhig - chitarra
- Jon Field - flauto, percussioni, pianoforte
- Ted Mac Bowell - chitarra
- Neil Innes - organo, chitarra
- Chris Cutler - batteria
- Hugh Flint - batteria
- Percheron Choir - coro

## Tracce
1. Sad Sing – 2:25
2. Nursery Rhyme – 2:42
3. Song For SP – 4:10
4. Will You Be Mine In The Morning ? – 2:57
5. Alison Says – 2:30
6. Day Of the Percherons – 3:30
7. Suzie – 3:35
8. Poor Bill – 3:26
9. Superman – 3:30
10. Ma Song – 2:07
11. Penny's Whistle Boogie – 3:40
12. She Said She Said – 2:30

## Tracce aggiunte nelle ristampe in CD
1. Ma Song (demo) – 2:30
2. Superman (demo) – 3:34
3. Oh Suzie (demo) – 3:41
4. Poor Bill (demo) – 3:43
5. She Said She Said (demo) – 2:20
6. Sweet 16 (brano inedito) – 2:29
7. Ham 'n Eggs (brano inedito) – 3:26
8. Day Of The Percherons (demo) – 2:29
9. Sad Sing (demo) – 2:12
10. Have Mercy On My Eyes (brano inedito) – 4:21

## Crediti
Tutte le canzoni di Tom Newman, ad eccezione di "She Said She Said" (Lennon & Mc Cartney), "Will You Be Mine In The Morning" (John Ayton) e "Superman" (Ned Callan).
Prodotto da John Field.
Fotografie di Mike Dean.
Registrato in vari periodi tra il 1971 ed il 1974 al Manor Studios, Inghilterra.	

## Uscita Discografica in LP
- Virgin Records (1975) codice V2022

## Ristampe in CD
- Voiceprint Records (1995) codice VP166CD (fabbricato in Inghilterra per mercato inglese ed europeo)
- Blueprint Records (1995) codice BP166CD (fabbricato in Austria per mercato inglese ed europeo)
- Arcangelo Records (2006) codice ARC7148 (fabbricato in Giappone per mercato asiatico, replica cartonata simile all'LP originale)

## Grafica
La copertina del vinile è composta da una grafica stile country con le scritte disegnate a matita; al centro vi è una foto di Tom Newman davanti ad una bottiglia di whisky irlandese. Nel retro vi sono altre foto di Newman sempre dinnanzi alla stessa bottiglia con smorfie del viso diverse. Nella prima riedizione in compact disc è presente una foto di gruppo che ritrae tutti i musicisti che hanno collaborato alla stesura dell'opera, alcuni di questi non sono citati all'interno dei crediti.